# Armatocereus rauhii
Armatocereus rauhii ist eine Pflanzenart in der Gattung Armatocereus aus der Familie der Kakteengewächse (Cactaceae). Das Artepitheton rauhii ehrt den deutschen Botaniker Werner Rauh.

## Beschreibung
Armatocereus rauhii wächst baumförmig, ist nur spärlich verzweigt und erreicht Wuchshöhen von 4 bis 10 Meter. Es wird ein deutlicher Stamm mit einer Höhe von bis zu 1 Meter ausgebildet. Die steif aufrechten, bläulichen bis graugrünen  Triebe sind in auffällige Segmente mit einem Durchmesser von bis zu 20 Zentimeter gegliedert. Es sind acht bis 13 Rippen vorhanden, auf denen sich kleine Areolen befinden. Die ein bis drei Mitteldornen, die gelegentlich auch fehlen können, sind grau und besitzen eine dunklere Spitze. Sie weisen eine Länge von 0,6 bis 3 Zentimeter auf. Die sechs bis zwölf weißlichen Randdornen sind 1 bis 3 Millimeter lang.
Die karminroten Blüten weisen einen Durchmesser von bis zu 4 Zentimeter auf. Die kugelförmigen Früchte sind dunkelgrün. Sie sind 3 bis 5 Zentimeter lang.

## Verbreitung, Systematik und Gefährdung
Armatocereus rauhii ist in den peruanischen Regionen Cajamarca und Ancash verbreitet.
Die Erstbeschreibung erfolgte 1957 durch Curt Backeberg.
Es werden folgende Unterarten unterschieden:
- Armatocereus rauhii subsp. rauhii
- Armatocereus rauhii subsp. balsasensis (F.Ritter) Ostolaza

In der Roten Liste gefährdeter Arten der IUCN wird die Art als „Least Concern (LC)“, d. h. als nicht gefährdet geführt. Die Unterarten wurden nicht separat erfasst.

## Nachweise